# Adolph Hoffmann

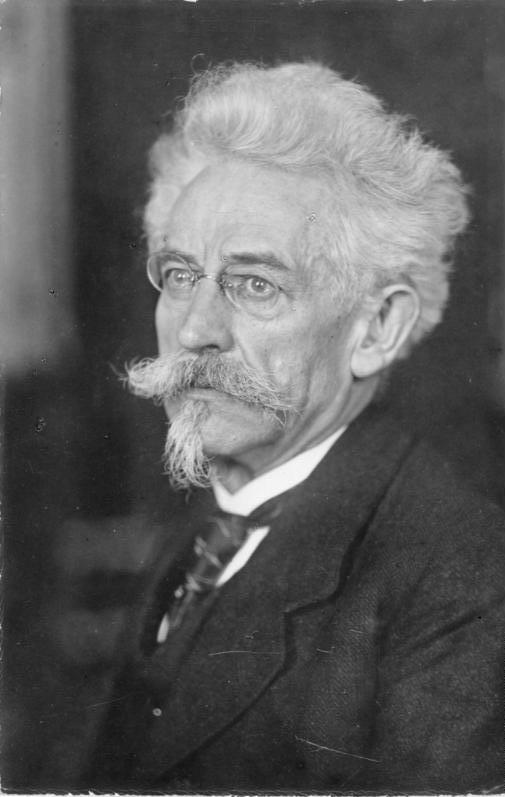
Adolph Hoffmann (1911).

Adolph Hoffmann, född 22 mars 1858 i Berlin, död där 1 december 1930, var en tysk politiker.
Hoffmann arbetade i yngre år som gravör, målare och förgyllare, var 1890–1893 socialdemokratisk tidningsredaktör i Halle an der Saale och Zeitz och därefter till 1920 bokhandlare i Berlin, där han 1900–1921 tillhörde yttersta vänstern inom stadsfullmäktige. 
Hoffmann verkade i tal och skrift som hetsig och ordrik agitator och brukade kallas "Zehn-Gebote-Hoffmann " till följd av en drastisk propagandaskrift mot de borgerliga, Die zehn Gebote und die besitzende Klasse (1891; 15:e upplagan 1912). 
Hoffmann var 1904–06 ledamot av tyska riksdagen och 1908–1921 av preussiska lantdagen, där han ofta orsakade stormiga scener. Efter novemberrevolutionen 1918 blev han folkkommissarie i preussiska kultusministeriet, men måste avgå redan januari 1919 på grund av den harm hans ytterligt antireligiösa kyrko- och skolpolitik väckte. Han hade 1917 anslutit sig till Tysklands oberoende socialdemokratiska parti och övergick 1920 till kommunisterna, vilka samma år lyckades återinsätta honom i riksdagen.